# Ángel Víctor Torres
Ángel Víctor Torres Pérez, né le 30 mars 1966 à Arucas (Grande Canarie), est un homme politique espagnol, membre du Parti socialiste ouvrier espagnol (PSOE). Il est ministre de la Politique territoriale et de la Mémoire démocratique depuis le 21 novembre 2023.
Il est maire d'Arucas entre 2003 et 2007, puis de 2011 à 2015. Élu en 2017 secrétaire général du PSOE des Canaries, il devient président du gouvernement canarien deux ans plus tard à la tête d'une coalition quadripartite de gauche. Il échoue à conserver le pouvoir à la suite des élections de mai 2023. Six mois plus tard, il entre au gouvernement espagnol.

## Biographie
Ángel Víctor Torres obtient un doctorat en philologie hispanique de l'université de La Laguna en 1991. Il exerce ensuite la profession d'enseignant.
Il commence sa carrière politique en 1999, lorsqu'il est élu conseiller municipal de sa ville natale, Arucas. Réélu en 2003, il est maire jusqu'en 2007, puis de nouveau de 2011 à 2015.
En juillet 2009, il devient député au Congrès, en remplacement de Juan Fernando López Aguilar, élu député européen.
Le 16 septembre 2017, il est élu secrétaire général du Parti socialiste des Canaries, la fédération locale du PSOE.
Il dirige la liste de son parti lors des élections canariennes du 26 mai 2019 et arrive en tête en décrochant 25 sièges de députés. Il conclut un accord de coalition avec Nouvelles Canaries (NC), Podemos et le Groupement socialiste gomérien (ASG). Le 12 juillet suivant, il est élu président du gouvernement canarien en obtenant 37 voix sur 70. Il prend ses fonctions le 16 juillet, mettant fin à vingt-six ans de gouvernements dirigés par la Coalition canarienne.
Bien qu'arrivé en tête lors des élections régionales du 28 mai 2023, il ne peut rééditer sa coalition mise en œuvre quatre ans auparavant. Il doit ainsi céder sa place à Fernando Clavijo, qui redevient président des Canaries.
Le 20 novembre suivant, le président du gouvernement espagnol, Pedro Sánchez, révèle qu'Ángel Víctor Torres sera nommé ministre de la Politique territoriale et de la Mémoire démocratique dans son troisième gouvernement. Il prête serment et entre en fonction le 21 novembre, au palais de la Zarzuela devant le roi Felipe VI.
Il annonce le 23 mars 2025 qu'il souffre d'un cancer et qu'il va limiter un temps ses activités, mais qu'il n'a pas l'intention de quitter le gouvernement.